# 东宫
東宮，亦稱儲闈，是指漢字文化圈國家太子的住所和办公地点，因為在皇宫东边，所以稱為东宫。東宮也被用作代稱太子。另外東在陰陽五行中屬木，於五色為青，於四季為春，故東宮又有“青宮”、“春宮”等別稱。

## 沿革
東宮是使皇太子日後能夠繼承大位，以皇儲為中心所建立的一套職官制度。自秦漢發展至唐代，東宮建制逐漸完善。隋唐五代以來，東宮職員的任務是“擬職上臺，輔翊帝嗣”。東宮的官員一般並無重大權力，但這批官員常在皇帝駕崩，太子繼位後，進入朝廷為重要官員。此外東宮亦有專門的僕役、近侍、女官等，負責照顧太子、太子妃以及太子的側室、子女的日常生活起居。

## 東宮官制
東宮文官以詹事府為中心，輔佐太子並管理東宮庶務。另外東宮亦有自己護衛，相當於皇帝禁軍，即為“東宮太子十衛率府”，與詹事府文武並立。与十六卫相似，东宫十率的前六率辖有军府。這六衛率府分別為：
- 太子左右衛率府：左右衛率為東宮十率之首，主掌東宮禁衛。主要任務是太子近身侍衛，並東宮兵仗羽衛之政令，以總諸曹之事。
- 太子左右司禦率府：掌東宮警衛。
- 太子左右清道率府：掌東宮內外晝夜巡警之法，以戒不虞。左右清道率府職掌與其他東宮十率明顯不同。

上述六率约有一万五千至两万人。所领军士各有名号:左右卫率府所领称射乘，左右司御率府所领称旅贲﹐左右清道率府所领称直荡。另外，还有太子左右监门率府、太子左右内率府这四个率府，但是这四率不统府兵，是太子直属的亲兵，也是由东宫太子直接掌握。东宫十率在机构、职能上類似南衙禁军，只是规模遠不如禁軍。東宮十率多半成為太子繼任後，中央禁衛武官的基本班底。唐代皇太子與三師相見時，東宮十率需列仗在側。东宫十率中的左右监门率和左右内率都不辖府兵多忽略不計，常稱【东宫六衛率】。
太子雖管轄東宮兵，但實際上東宮兵仍聽命於皇帝，唯有皇帝才有權命東宮十率發動東宮兵。隋文帝病危之際，太子楊廣與楊素必須透過矯詔的方式，方能令左宗衛率郭衍與左衛率宇文述領東宮兵，上臺宿衛。唐代太子所在的东宫与太极宫只有一墙之隔。实际上太子入宫却要绕道城北，通过玄武门进宫。

## 其他
漢朝皇太后的宮室長樂宮位於未央宮東方，因此長樂宮又稱東宮，有時也將皇太后稱為東宮，如《漢書》載：“大将军秉事用权……依东宫之尊，假甥舅之亲，以为威重。”